# Waigolshausen
Waigolshausen là một đô thị trong huyện Schweinfurt bang Bayern, Đức.